# Zuid-Pesisir (regentschap)
Zuid-Pesisir (Indonesisch:Pesisir Selatan, Minangkabaus: Pasisia Salatan) is een regentschap in de provincie West-Sumatra, Indonesië. Pesisir Selatan heeft een oppervlakte van 5750 km² en heeft ongeveer 400.000 inwoners. De hoofdstad van het regentschap is het stadje Painan.
Pesisir Selatan ligt aan de kust van West-Sumatra en grenst in het noorden aan de stad Padang, in het oosten aan de regentschappen Solok, Solok Selatan en Kerinci (laatstgenoemde in de provincie Jambi) en in het zuiden aan het regentschap Muko-Muko (provincie Bengkulu).
Pesisir Selatan staat bekend om zijn traditionele muziek, de Rabab Pesisir. Er wordt hierbij gebruikgemaakt van een rebab (of een viool), waarbij door één of meerdere muzikanten gezongen wordt.
Het regentschap is onderverdeeld in 11 onderdistricten (kecamatan):
- Basa IV Balai Tapan
- Batang Kapas
- Bayang
- IV Jurai
- Koto XI Tarusan
- Lengayang
- Linggo Sari Baganti
- Lunang Silaut
- Pancung Soal
- Ranah Pesisir
- Sutera